# Морру-ду-Шапеу-ду-Пиауи

Морру-ду-Шапеу-ду-Пиауи на карте штата.

Морру-ду-Шапеу-ду-Пиауи (порт. Morro do Chapéu do Piauí) — муниципалитет в Бразилии, входит в штат Пиауи. Составная часть мезорегиона Север штата Пиауи. Входит в экономико-статистический микрорегион Байшу-Парнаиба-Пиауиенси. Население составляет 6499 человек на 2010 год. Занимает площадь 328,289 км². Плотность населения — 19,80 чел./км².

## Демография
Согласно сведениям, собранным в ходе переписи 2010 г. Национальным институтом географии и статистики (IBGE), население муниципалитета составляет:
| Полное население                               | Полное население                               | Полное население                               | Полное население                               | 6499  |
| ---------------------------------------------- | ---------------------------------------------- | ---------------------------------------------- | ---------------------------------------------- | ----- |
| в том числе:                                   | Городское население                            | 2298                                           | Процент городского населения, %                | 35,36 |
|                                                | Сельское население                             | 4201                                           | Процент сельского населения, %                 | 64,64 |
|                                                | Мужское население                              | 3323                                           | Процент мужского населения, %                  | 51,13 |
|                                                | Женское население                              | 3176                                           | Процент женского населения, %                  | 48,87 |
| Плотность населения, чел/км²                   | Плотность населения, чел/км²                   | Плотность населения, чел/км²                   | Плотность населения, чел/км²                   | 19,80 |
| Население муниципалитета в % к населению штата | Население муниципалитета в % к населению штата | Население муниципалитета в % к населению штата | Население муниципалитета в % к населению штата | 0,21  |

По данным оценки 2016 года, население муниципалитета составляет 6657 жителей.

## История
Город основан 14 декабря 1995 года.

## Статистика
- Валовой внутренний продукт на 2003 год составляет 8 816 816 реалов (данные: Бразильский институт географии и статистики).
- Валовой внутренний продукт на душу населения на 2003 год составляет 1339,94 реалов (данные: Бразильский институт географии и статистики).
- Индекс развития человеческого потенциала на 2000 год составляет 0,519 (данные: Программа развития ООН).

## География
Климат местности: полупустыня.